# Occitanobisium nanum
Espèce
Synonymes
- Microcreagris galeonuda nana Beier, 1959

Occitanobisium nanum est une espèce de pseudoscorpions de la famille des Neobisiidae.

## Distribution
Cette espèce est endémique de Navarre en Espagne. Elle se rencontre vers Orbaizeta.

## Description
Le mâle holotype mesure 1 mm.

## Systématique et taxinomie
Cette espèce a été décrite sous le protonyme Microcreagris galeonuda nana par Beier en 1959. Elle suit son espèce dans le genre Roncocreagris.
Elle est élevée au rang d'espèce et placée dans le genre Occitanobisium par Judson en 1992.

## Publication originale
- Beier, 1959 : Ergänzungen zur iberischen Pseudoscorpioniden-Fauna. Eos, vol. 35, p. 113-131 (texte intégral).